# 샤하브-1

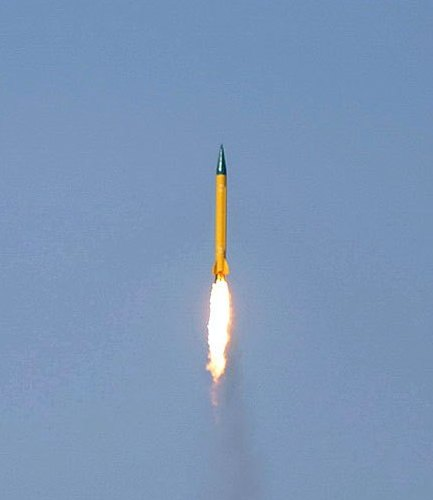

샤하브-1(Shahab-1)은 이란의 장거리 미사일 프로그램의 시작이며, 스커드 B 미사일을 사소하게 개량한 것이다.
처음에 이란은 리비아와 시리아로부터 1985년과 1986년 사이에 스커드 B 미사일을 획득했다. 스커드 B 미사일은 300 km 의 사거리를 가졌기 때문에, 이란 이라크 전쟁에서 이란은 이라크의 수도 바그다드를 공격할 수 있었다. 나중에는 조선민주주의인민공화국으로부터 화성 5호를 공급받았다. 소련으로부터도 도입한 것으로 보인다.
이란 이라크 전쟁 기간 동안, 이란은 100발에서 231발의 스커드 B 미사일을 발사했다. 이란은 1988년부터 1994년 사이에 언젠가부터 "샤하브-1" 이라고 불렀다.

## 제원
- 사거리: 285-330 km
- 연소시간: 62-64 sec
- 직경: 0,885 m
- 길이: 11,2 m
- 탄두중량: 1,000 kg
- CEP: 450 m

## 같이 보기
- 이란의 샤하브-1 - 조선민주주의인민공화국의 화성 5호 - 스커드 B 미사일
- 이란의 샤하브-2 - 조선민주주의인민공화국의 화성 6호 - 스커드 C 미사일
- 이란의 샤하브-3 - 조선민주주의인민공화국의 화성 7호 - 노동 1호 미사일
- 이란의 샤하브-4 - 조선민주주의인민공화국의 대포동 2호